# Cascate di Chamarel
Le cascate di Chamarel, che prendono il nome dall'omonimo villaggio, con un'altezza di 95 metri sono le più alte dell'isola di Mauritius.